# 象山港
象山港是中国浙江省中部的一个海湾，位于穿山半岛和象山半岛之间，呈东西走向，连接大目洋，长61公里，岸线总长400公里。共有大小岛屿59个，最大岛屿为缸爿山。毗邻行政区为宁波市北仑区、鄞州区、奉化区、宁海县和象山县。建有 甬莞高速象山港大桥连接鄞州区和象山县，宁波轨道交通12号线象山港跨海大桥在建。